# Ca l'Erill
Ca l'Erill és una casa d'Anglesola (Urgell) protegida com a bé cultural d'interès local.

## Descripció
És una casa pairal típicament catalana, com les moltes que es troben al nucli d'Anglesola. Segueixen conjuntament un esquema comú d'estil goticitzant. És un gran edifici, de planta quadrangular i estructurada en tres pisos: planta baixa, planta noble i les golfes.
Cal ressaltar en aquest cas l'aparell de la façana, on s'aprecien carreus de pedra regulars i molt ben treballats seguint filades perfectes. Tot i així, a la façana lateral dreta de la casa cal destacar que fins al primer pis es poden apreciar carreus sense desbastar irregulars però de grans dimensions, la qual cosa podria fer pensar que és d'època molt més anterior o que formés part d'una muralla del poble.
La portalada d'accés a la casa és al centre de la planta baixa, protagonitzant tot el conjunt. És una gran porta d'arc de mig punt d'una sola peça, excepcionalment, sense estar formada per dovelles. Aquesta és flanquejada per dues més de laterals, arquitravades i dotades de magnífiques llindes, que segurament són ja d'època renaixentista.
La primera planta o planta noble es presenta a l'exterior mitjançant cinc obertures sostingudes en un fris sobresortints que talla en sentit horitzontal la façana. D'aquestes, tres són en forma de finestra rectangular i les dues centrals es concreten en una balconada de forja que les uneix. Entre les dues centrals destaquem una grua, també de forja, magnífica, que sobresurt i centralitza tot el conjunt. Representa un drac alat.
Finalment, just sota la coberta hi ha les golfes, amb obertures o galeries amb arcs de mig punt molt típiques del país damunt un ràfec. La coberta, amb teula àrab, és volàtil i presenta més grues penjant, que observen el visitant.

## Història
Aquesta casa pertanyia als senyors d'Erill, que es disputaven la senyoria d'Anglesola amb els Pons, la família del seu davant (al carrer Major). Però els d'Erill van perdre el plet, ja que la família Pons tenien més poder en estar emparentada per casament amb els comtes d'Urgell. Com a conseqüència, aquesta família va entrar en decadència, venent totes les seves possessions fins a desaparèixer. La casa va ser venuda als senyors Gassol, d'aquí les dues denominacions que encara avui perduren a aquesta casa.